# Волков, Александр Александрович (политик)
Алекса́ндр Алекса́ндрович Во́лков (25 декабря 1951, Брянск, РСФСР, СССР — 20 мая 2017, Германия) — российский государственный и политический деятель, член Совета Федерации, заместитель председателя комиссии Совета Федерации по науке, образованию и культуре (2014—2017), первый Президент Удмуртской Республики (2000—2014). Доктор экономических наук, заслуженный строитель Российской Федерации. Член партии «Единая Россия» с 2001 года.

## Биография
По национальности — русский. Родился в многодетной семье рабочего. Вся трудовая жизнь его отца, Александра Семёновича, была связана с Брянским машиностроительным заводом, где он проработал 44 года бригадиром и мастером. Мать, Александра Кузьминична, родом из села Высокое Брянской области. В семье Волковых было 7 детей.
В 1970 году окончил Брянский строительный техникум по специальности «промышленное и гражданское строительство» и получил направление в город Глазов Удмуртской АССР, в строительное управление Чепецкого механического завода. На заводе в то время развернулась большая работа — строительство корпуса, где должно было быть организовано крупнейшее в Европе и мире производство циркония для атомных электростанций. Волкова назначают мастером, под его началом было несколько рабочих бригад.
Без отрыва от производства он окончил Пермский политехнический институт. В 1986—1989 годах — председатель Глазовского горисполкома. С 1989 года работает в Ижевске: сначала первым заместителем председателя Госплана Удмуртии, затем председателем Госкомитета по архитектуре и строительству, одновременно являясь заместителем председателя Совета Министров Удмуртии.
С 1993 года — Председатель Совета Министров Удмуртской Республики, депутат Совета Федерации Федерального Собрания России. 19 апреля 1995 года избран Председателем Государственного Совета Удмуртии, а в 2000 и 2004 годах — Президентом Удмуртии.
С 19 декабря 2003 по 19 июля 2004 — член президиума Государственного совета Российской Федерации.
20 февраля 2009 года А. А. Волков был избран на очередной президентский срок Госсоветом Удмуртской Республики по предложению Президента Российской Федерации Дмитрия Медведева.
19 февраля 2014 года, после истечения третьего срока полномочий, был отправлен в отставку. Временно исполняющим обязанности Главы Удмуртской Республики был назначен Александр Соловьёв.
После отставки Волкову были возвращены полномочия депутата Государственного Совета, и 12 марта парламент Удмуртии принял решение делегировать экс-президента республики в Совет Федерации. Член Совета Федерации Федерального Собрания Российской Федерации с 17 марта 2014 года, являлся заместителем председателя Комитета Совета Федерации по науке, образованию и культуре.
Скончался 20 мая 2017 года в Германии после продолжительной болезни.
Официальная церемония прощания и похорон состоялась 24 мая в Ижевске. Похоронен на Хохряковском кладбище.

## Семья
Жена — Нина Александровна Волкова, работала помощником члена Совета Федерации Александра Чекалина.
- Сын — Андрей Александрович Волков (род. 1974), занимал руководящие посты в филиале ФГУП «Рособоронэкспорт» в Удмуртии, ООО «Петро-Альянс», ОАО «Удмуртторф», ООО «Удмуртская топливно-энергетическая компания», ООО «Региональный Инвестиционный Альянс». С 2004 года член Совета директоров и соввладелец «Ижкомбанка» (среди других акционеров — сын премьер-министра республики Юрия Питкевича). В 2007 году возглавляемая Андреем Волковым компания «Удмуртторф» оказалась в центре скандала, связанного с оплатой семи чартерных рейсов, на которых чиновники республики летали открывать и закрывать охотничий и рыболовный сезоны в разных регионах страны. В 2010 году стал координатором дорожного проекта «Единой России». Владеет долями в ООО «Петро-Альянс» (хранение сырой нефти), ООО «Камский карьер» и ООО «Берег». Награждён Почётной грамотой Правительства Удмуртской Республики. Женат, имеет сына и дочь. Жена — Волкова Наталья Александровна — дочь заместителя гендиректора ОАО «Удмуртнефтепродукт» Александра Михайлова, с 2006 года руководит ООО «Петро-Альянс»[10].
- Дочь — Вера Александровна Вотинцева, в 2003 году получила лицензию на право нотариальной деятельности в Ижевске; член нотариальной палаты Удмуртии. Замужем, трое детей. Муж, Вотинцев Андрей Владимирович, руководитель представительства корпорации «Ростех», член совета директоров ОАО «НИТИ Прогресс» и ОАО «Сарапульский электрогенераторный завод»[10].

## Критика
За свою политическую карьеру Волков не раз подвергался критике в основном со стороны прессы:
Критические оценки правлению Волкова в 2012 году дал рейтинг политической выживаемости губернаторов, опубликованный холдингом «Минченко Консалтинг» и фондом «Петербургская политика». Критиковался разрыв между доходами богатых и бедных жителей республики, низкий реальный уровень заработной платы, высокие цены на зерно.
В 2008 году Волкова обвинили в хищениях на «Ижевском машиностроительном заводе» и в создании при поддержке криминальных структур подпольных предприятий, где нелегально собирались автоматы Калашникова из украденных с завода деталей. В 2011 году госкорпорация «Ростехнологии» привела на завод своего антикризисного менеджера Максима Кузюка, который, хоть и ценой технического банкротства, за год вытащил «Ижмаш» из долговой ямы.
Курьёзная история произошла летом 2012 года. У входа в ижевский зоопарк появился красочный плакат с фотографией Волкова с детёнышем леопарда в руках. На руке Волкова красовались элегантные часы, знаменитой швейцарской фирмы Breguet — модель Classique Grande Complication стоимостью 123 тысячи долларов США. Позже, поверх основного плаката была сделана накладка с дешёвыми часами неизвестного производителя.
К концу третьего срока политическая деятельность Волкова получила низкую оценку экспертов: рейтинг политической выживаемости губернаторов, составленный фондом «Петербургская политика» в конце 2013 года, оценивал его деятельность одним баллом из пяти возможных, не называя каких-либо сильных сторон его деятельности; а в рейтинге эффективности губернаторов от 27 января 2014 года, составленному Фондом развития гражданского общества, удмуртский управленец занимал предпоследнее место.
Ростислав Туровский отмечал необходимость замены губернатора ввиду застоя, отсутствия успехов в экономике, клановости власти и падения её авторитета у населения; в то же время, эксперты отмечают, что назначение в Совет Федерации означает продолжение карьеры в знак признания заслуг, и одновременно — его дистанцирование от региона в период проведения реформ
его преемником.

## Память
31 июля 2019 года Брянский горсовет принял решение об устройстве в посёлке Городище Бежицкого района сквера имени Александра Александровича Волкова. Сквер был открыт в декабре того же года. В центре сквера установлен бюст А. А. Волкова.

## Награды
- Орден «За заслуги перед Отечеством» III степени (18 февраля 2010 года) — за заслуги перед государством и большой вклад в социально-экономическое развитие республики[19]
- Орден «За заслуги перед Отечеством» IV степени (5 августа 2003 года) — за большой вклад в укрепление российской государственности и многолетний добросовестный труд[20]
- Орден Александра Невского (31 июля 2014 года)[21]
- Орден Дружбы (9 марта 1996 года) — за заслуги перед государством и многолетнюю добросовестную работу[22]
- Медаль «В память 850-летия Москвы» (1997 год)
- Медаль «В память 300-летия Санкт-Петербурга» (2003 год)
- Медаль «За заслуги в проведении Всероссийской переписи населения»
- Медаль «За отличие в ликвидации последствий чрезвычайной ситуации» (2012 год, МЧС России)[23]
- Заслуженный строитель Российской Федерации (24 апреля 2000 года) — за заслуги в области строительства и многолетний добросовестный труд[24]
- Благодарность Президента Российской Федерации (12 августа 1996 года) — за активное участие в организации и проведении выборной кампании Президента Российской Федерации в 1996 году[25]
- Почётная грамота Правительства Российской Федерации (22 декабря 2006 года) — за большой личный вклад в социально-экономическое развитие Удмуртской Республики и многолетний добросовестный труд[26]
- Благодарность Министра культуры и массовых коммуникаций Российской Федерации (3 ноября 2005 года) — за большой личный вклад в сохранение и развитие культуры народов, проживающих на территории Удмуртской Республики[27]
- Орден преподобного Сергия Радонежского I степени (РПЦ)
- Орден святого благоверного князя Даниила Московского II степени (РПЦ)
- Почётный гражданин Ижевска (15 декабря 2011 года) — за выдающийся вклад в экономическое, социальное и культурное развитие муниципального образования «Город Ижевск»[28]
- Почетный гражданин города Брянска (22 марта 2012 года)[29]
- Почётный гражданин Удмуртской Республики (2014 год)[30]
- три единицы наградного огнестрельного оружия (7,62-мм револьвер системы Нагана, 9-мм пистолет ПМ и 5,45-мм пистолет ПСМ) - после смерти политика были переданы в Музейный фонд РФ и 11 июня 2022 года - переданы в фонд музея имени М. Т. Калашникова в Ижевске[31]